# San Cristóbal (campamento minero)
El campamento minero San Cristóbal está ubicado en la parte suroeste del Distrito de Yauli, Provincia de Yauli, Región Junín, en el Perú. 
Sus límites son los siguientes:

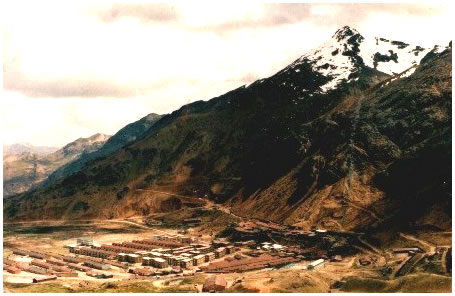
San Cristóbal, Campamento Minero. Año 1998.

- Por el norte, con la Compañía Minera de "Volcán"
- Por el sureste, con la Unidad de Producción de Andaychagua.
- Por el este, con la Comunidad Campesina de Huayhuay.
- Por el sur, con la laguna de Páncar.
- Por el oeste, con la laguna de Pomacocha.

## Altitud del campamento
El campamento se encuentra entre 4.719 y 4.750 metros sobre el nivel del mar.

## Reseña histórica
El campamento San Cristóbal fue en sus inicios una instalación provisional, dedicada a la extracción de minerales de las minas existentes. Así, su permanencia depende de la explotación de minerales siga siendo rentable.
San Cristóbal se remonta a la época de la colonia entre los siglos XVII y XVIII, cuando los españoles escalaban montañas en búsqueda de oro y plata. Es así como llegan a estos lugares tan frígidos, dejando como vestigio una cruz de piedra en la cima de un cerro a la que denominaron Rumicruz, como una señal de descubrimiento, para luego darle el nombre de un santo, San Cristóbal, que se convierte en santo patrón de la localidad, el cual se encargaría de velar a los lugareños y por ende por los yacimientos mineros encontrados.
Hasta entonces pertenecía a la Cerro De Pasco Coper Corporación para luego pasar a ser centro minero del Perú.